# Die Story im Ersten
Die Story im Ersten ist eine Reportage-Reihe bei Das Erste.
Im Jahr 2000 gründete Gert Monheim und Heribert Blondiau die Sendereihe als die story, die politische Dokumentationen aus dem In- und Ausland für den Westdeutschen Rundfunk Köln und die ARD realisiert. Diese Sendereihe will in konkret erzählten Geschichten beispielhaft relevante gesellschaftliche Entwicklungen deutlich machen.
Die jeweils ca. 45 Minuten dauernde Reportagen werden unregelmäßig montags bei Das Erste ausgestrahlt. Bisher sind über 180 Sendungen erschienen.
2023 wurde die Reihe in ARD Story umbenannt.

## Kritik

### Sendung zu angeblich unterdrücktem Medikament
Die am 19. Oktober 2009 ausgestrahlte Dokumentation Heilung unerwünscht – Wie Pharmakonzerne ein Medikament verhindern von Klaus Martens um eine angeblich von der Pharmaindustrie jahrzehntelang verhinderte Salbe gegen Neurodermitis stieß zunächst auf positives, dann jedoch auch auf ein sehr kritisches Medienecho. Einige Medien, unter anderem die Frankfurter Allgemeine Zeitung und die Süddeutsche Zeitung, unterstellten, Martens betreibe eine PR-Kampagne. Nach Ausstrahlung des Films wurde bekannt, dass der Patentbesitzer mit der Schweizer Mavena Health Care AG einen Vertriebspartner gefunden hatte, der die Creme auf den Markt bringen wolle. Dies wurde von Martens und Mavena zunächst als Zufall oder als Reaktion auf den Film dargestellt. Da es jedoch unmöglich ist, ein Medikament in so kurzer Zeit auf den Markt zu bringen, wurde unterstellt, dass – wie sich wenig später auch herausstellte – das Geschäft mit Mavena bereits vorher eingefädelt und zeitlich auf das Erscheinen des Films abgestimmt wurde. Zudem erschien zeitnah zum Film auch ein ebenfalls von Martens geschriebenes Buch zum Film, das ebenfalls Heilung unerwünscht hieß.
Zudem wurde kritisiert, die durchgeführten Studien seien zu klein und methodisch unzureichend gewesen, um, wie im Film behauptet, die Wirksamkeit bei Neurodermitis und Psoriasis zweifelsfrei zu belegen. Auch der Titel Heilung Unerwünscht wurde als manipulativ und irreführend kritisiert, da er eine heilende Wirkung bei Neurodermitis unterstellt, die auch im Film mehrfach behauptet oder suggeriert wird. Tatsächlich ist Neurodermitis jedoch nicht heilbar.
Die Auseinandersetzung um den Film führte zu einem arbeitsrechtlichen Verfahren zwischen Martens und dem WDR, das Martens durch zwei Instanzen gewann.

### Übernahme chinesischer Propaganda
Die Story im Ersten wollte im Juni 2020 eine Dokumentation zu Covid-19 und Wuhan senden. „Exklusive Interviews mit Epidemiologen aus China, die der Zentralregierung zum Lockdown geraten haben, geben Einblicke in eine beispiellose Kette aus radikalen Entscheidungen“, bewarb der SWR in einer ersten Mitteilung seine Sendung mit dem Titel Inside Wuhan – Chronik eines Ausbruchs. „Krankenhäuser werden aus dem Boden gestampft, Intensivstationen füllen sich. Das Militär schreitet ein“, heißt es in der Pressemitteilung weiter. Nicht erwähnte der SWR jedoch, dass die „exklusiven“ Aufnahmen aus dem chinesischen Propagandaapparat stammten. Die Süddeutsche Zeitung deckte auf, dass die Filmproduktionsgesellschaft Gebrüder Beetz gar nicht in China gedreht hatte, sondern dutzende Stunden Filmmaterial vom China Intercontinental Communication Center (CICC) erhalten hatte. Das CICC war darüber hinaus in beratender Funktion tätig und drängte laut Süddeutscher Zeitung auf Änderungen des Manuskripts.
Der SWR zog nach der Kritik den Beitrag zurück und die ARD sendete ihn nicht.

## Auszeichnungen
- 2002: Deutscher Fernsehpreis (beste Dokumentation): Gipfelstürmer – Die blutigen Tage von Genua
- 2003: Adolf-Grimme-Preis (beste Dokumentation): Gipfelstürmer – Die blutigen Tage von Genua
- 2004: Adolf-Grimme-Preis (Spezial): Gert Monheim für die Redaktion
- 2005: Deutscher Fernsehpreis (beste Reportage): Schusswechsel
- 2011: Deutscher Fernsehpreis (beste Reportage): Adel vernichtet
- 2019: Grimme-Preis (Information & Kultur): Am rechten Rand